# Multicasco

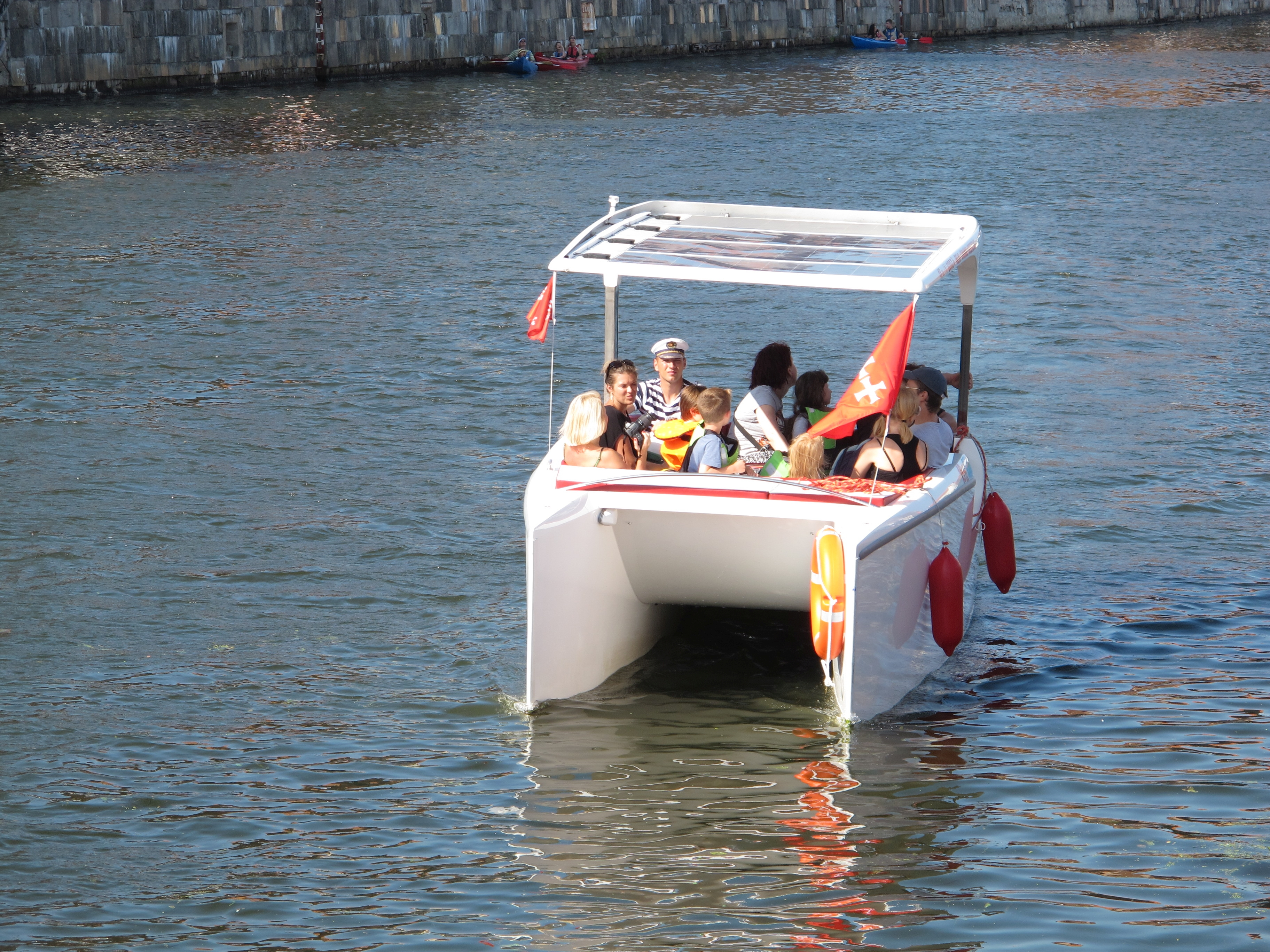
Um exemplo de embarcação multicascoː um catamarã movido a energia solar no rio Motława, em Gdańsk.

O termo multicasco designa as embarcações que, contrariamente aos monocascos, são compostas por mais do que um casco, como o catamarã (com dois cascos) e o trimarã (com três cascos).
Conhecidos pela grande estabilidade, pois não sofrem adernamento, e pelo volume das instalações que podem albergar, dentro da categoria dos multicascos, a mais utilizada na navegação de recreio é o catamarã, nome que provém da palavra Katu Maran da língua tâmil, e quer dizer "canoas paralelas". Nos veleiros ligeiros, também se encontram catamarans como o tornado.
Nas competições de vela, onde, ao conforto, se dá prioridade à velocidade, utilizam-se mais os trimarans, que, navegando constantemente adernados, conseguem velocidades muito superiores ao catamaran.